# Vorbeck
Vorbeck é um município da Alemanha, situado no distrito de Rostock, no estado de Mecklemburgo-Pomerânia Ocidental. Tem 15,59 km² de área, e sua população em 2019 foi estimada em 359 habitantes.